# Daniel Puente Encina
Daniel Puente Encina (* 1965 in Santiago de Chile) ist ein chilenischer Komponist, Songwriter, Gitarrist, Sänger und Schauspieler.

## Leben

### Ausbildung und Musikkarriere
Daniel Puente Encina begann seine Musikkarriere als Autodidakt bereits im Kindesalter, bekam seine erste Gitarre sowie eine Unterrichtsstunde jedoch erst zu seinem zwölften Geburtstag von seinem Vater geschenkt. Später studierte er Musik und Sozialwissenschaften an der Universidad de Chile.

### Los Pinochet Boys(1984–1987)
Bekannt als „Dani Puente“ war Daniel Puente Encina von 1984 bis 1987 Leader, Sänger, Komponist und Bassist der antifaschistischen Teenage-New-Wave-Post-Punk-Rock-Band Pinochet Boys aus Santiago de Chile, während der Militärdiktatur unter Augusto Pinochet eine der ersten Punk-Rock-Bands des Landes. Daniels Texte waren regimekritisch und die wilden, explosiven und ungestümen Auftritte der Teenager, heute ein Symbol der chilenischen Revolution, werden in etlichen Büchern, Dokumentarfilmen und einer TV-Serie beschrieben. 1984 bot Carlos Fonseca, Freund der Band und Moderator der Sendung Fusión contemporánea bei „Radio Beethoven“, den Pinochet Boys einen Plattenvertrag beim Plattenlabel Fusión seines Vaters Mario Fonseca an, wären sie bereit, ihren provokativen Bandnamen zu ändern, doch die rebellischen Jugendlichen schlugen das Angebot vehement aus. So ging der Plattenvertrag später an Los Prisioneros. Carlos Fonseca arbeitet heute mit Manuel García zusammen. Die heimlichen Konzerte der Pinochet Boys lösten bald eine Jugendbewegung in der Hauptstadt Chiles aus und wurden von der Polizei oft schon nach wenigen Stücken abgebrochen. Die vier Bandmitglieder wurden verfolgt, schikaniert, bedroht und wegen ihrer bunten Haare des Öfteren ins Gefängnis gesteckt. Nach nur drei Jahren Bandgeschichte ergriff die chilenische Regierung Gegenmaßnahmen und die Pinochet Boys wurden vom Militärregime wegen Erregung öffentlichen Ärgernisses aus dem Heimatland vertrieben. Als akustische Zeitzeugen existieren zwei Aufnahmen: Botellas contra el pavimiento/En mi tiempo libre und La música del general/Esto es Pinochet Boys auf Kompaktkassette, die seit Jahrzehnten immer wieder kopiert, 2012 vom Label Hueso Records neu gemastert und auf Vinyl, als 7″-Single, mit einer limitierten Auflage von nur 500 Stück unter dem Namen Pinochet Boys verewigt wurden.

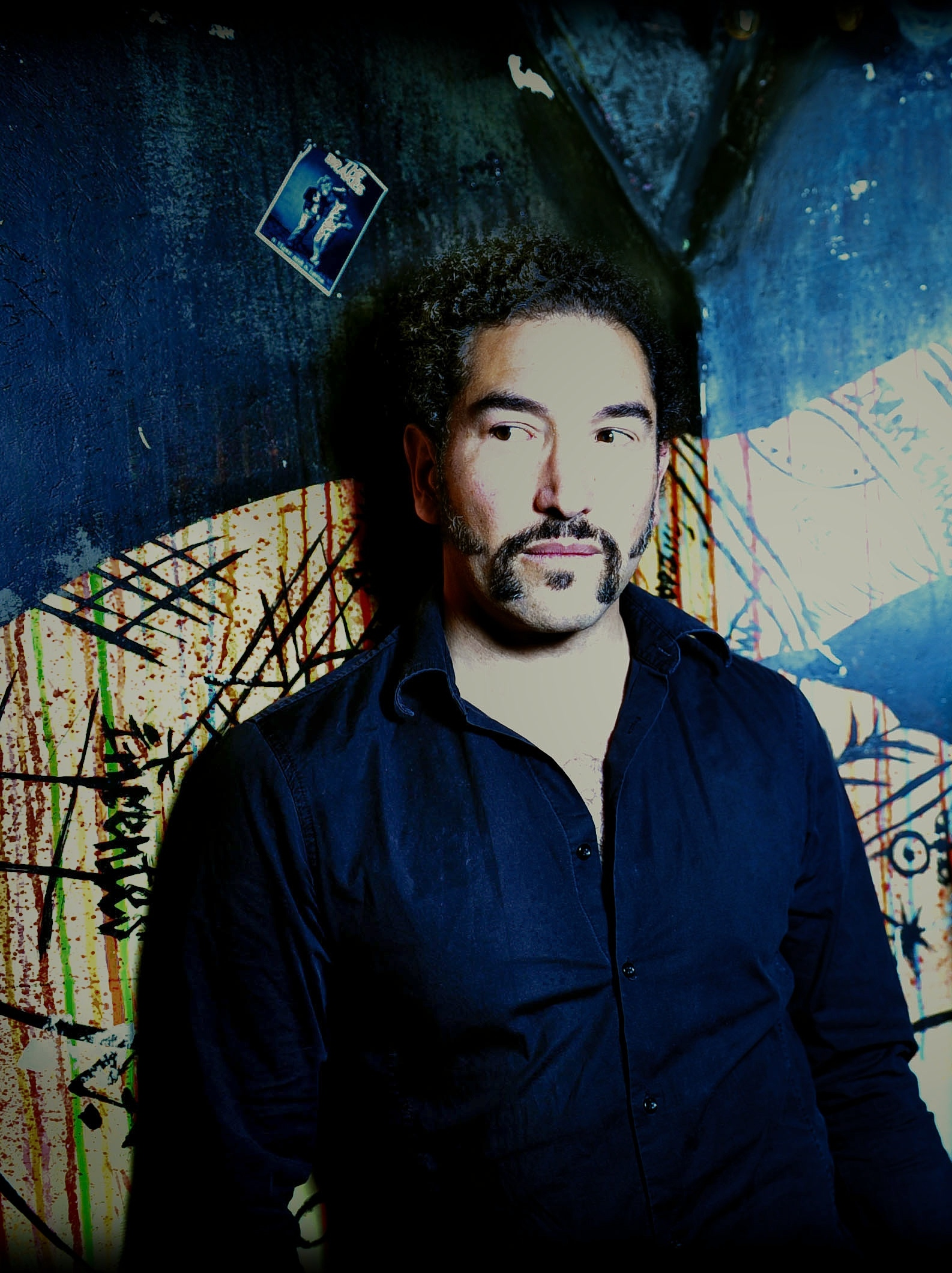
Daniel Puente Encina Berlin (2013). Foto: Roger Askew

### Niños Con Bombas(1994–1999)
Nach selbstorganisierten Konzert-Reisen durch Südamerika und Europa zog es Daniel Puente Encina Ende der 1980er, kurz vor dem Mauerfall, nach West-Berlin. Dort freundete er sich mit den Musikern der „Einstürzenden Neubauten“ an, die ihm später die Türen für seine erste große Tour öffnen sollten.
Nach dem Berliner Mauerfall zog Daniel nach Hamburg, wo er sich in der Independent-Szene der sogenannten Hamburger Schule bewegte und die Bühne mit vielen unterschiedlichen Künstlern wie Tocotronic, Blumfeld und Die Goldenen Zitronen teilte. In Hamburg gründete er die multikulturelle Latin-Jazz-Ska-Rock-Band Niños Con Bombas, welche 1995 mit dem John Lennon Talent Award ausgezeichnet wurde und mit Songs wie Skreamska oder Postcard große Erfolge in Europa, den USA und in Südamerika feierte. In Deutschland erspielte sich das multikulturelle Trio aus Chile, Brasilien und Deutschland mit seiner Alternativen Latin-Musik eine treue Fangemeinde als Support-Akt der Einstürzenden Neubauten. Niños Con Bombas unterzeichneten Verträge bei Plattenlabeln wie Intercord, Potomak, WEA Records sowie bei „Grita! Records“, Label des ersten Bad-Religion-Schlagzeugers Jay Ziskrout, und veröffentlichten zwei Alben: Niños Con Bombas de tiempo en el momento de la explosión (1996), produziert von Niños Con Bombas und Chris Rolffsen in den Altona Studios in Hamburg und El Niño (1997), produziert von Thies Mynther. 1998, auf dem Höhepunkt ihrer Karriere, spielten sie vor mehr als 90.000 Zuschauern auf dem Rock-al-Parque-Festival in Bogotá, bevor sie sich 1999 in Los Angeles wegen bandinterner Diskrepanzen auflösten.

### Polvorosa(2000–2011)
Im Jahr 2000 wechselte Daniel die Musikrichtung, produzierte unter dem Namen Polvorosa und kreierte in Barcelona einen neuen Musikstil: „Latin-Elektro-Clash“. Polvorosa tourte mit großem Erfolg mit Chambao und Ojos de Brujo durch Spanien und Portugal und bald darauf quer durch Europa. Sein Song „Behind de mi House“ des 2004 veröffentlichten Albums Radical Car Dance wurde zum Renner auf den internationalen Tanzpisten und der vom Berliner Filmregisseur Marten Persiel kreierte Clip zum Song von MTV Spanien zu einem der „Spektakulärsten Musikvideos 2004“ gekürt.
Seit 2009 hat Daniel Puente Encina die elektronische Komponente aus seiner Musik verbannt, um seinen neuen Kompositionen natürliche Energie und einen erdigen Sound zu geben. Das Ergebnis, eine Mischung aus Latin, Desert Rock, Jazz und World Fusion, präsentierte er in Europa und wurde 2011 vom spanischen Kulturinstitut Instituto Cervantes zu einer Konzertreihe nach Israel eingeladen.

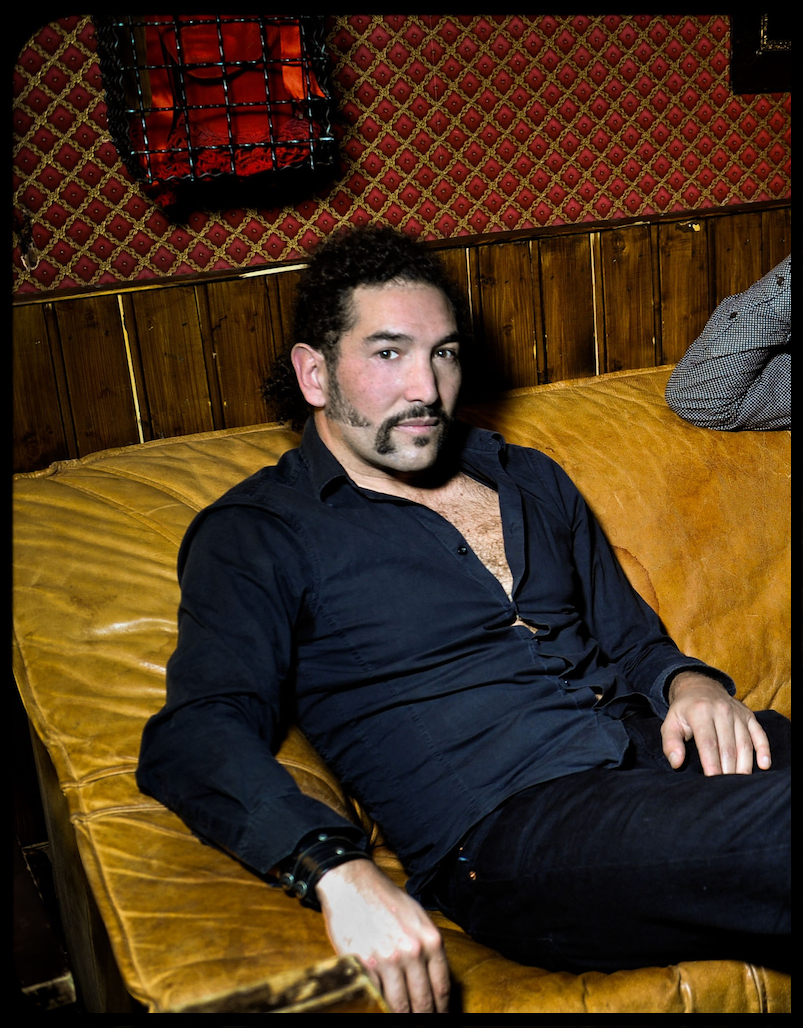
Daniel Puente Encina, Backstage im White Trash Club, Berlin (2013). Foto: Roger Askew

### Solokarriere (seit 2012)
Seit 2012 produziert Daniel Puente Encina unter eigenem Namen, veröffentlichte im Frühjahr des gleichen Jahres sein minimalistisches, bluesbasiertes Album Disparo (Schuss), das neben neun neuen Kompositionen eine aktuelle Version von „Botellas contra el pavimento“ als persönliche Hommage an seine erste Musikgruppe, „Los Pinochet Boys“ enthält und tourte im Heimatland Chile, Spanien, Dänemark und Deutschland.
2013 setzte er seine Deutschlandtour mit Unterstützung des katalanischen Kulturinstituts Institut Ramon Llull fort und lud die New Yorker Soul-Sängerin Monica Green, Enkelin der The-Cabineers-Singer-Songwriterin Margaret „Maggie“ Price ins Studio ein, um seinen Songs Lío und Mike Tyson nachträglich einen Motown-Touch zu geben.
Im Juli 2014 folgte Daniel Puente Encinas zweites Solo-Album Chocolate con Ají (Schokolade mit Chili), ein kosmopolitischer Genre-Mix und ein persönliches Best-of unveröffentlichter Songs mit einer Vielzahl von Stilen, in denen südamerikanische Musik, Rhythm’n Blues und karibische Rhythmen zu hören sind, das er in Dänemark, auf dem Copenhagen Jazz Festival, in Deutschland und Italien präsentierte. Seit 2015 ist er auf Europa-Tour. Er wurde neben anderen von dem italienischen Multi-Perkussionisten Vito Giacovelli sowie dem japanischen Kontrabassisten Akira Andō begleitet. Im August 2015 trat er in Quintett-Besetzung beim Blues- & Jazzfestival Bamberg auf, im Dezember 2015 präsentierte er sich mit vier Konzerten auf dem 31. Habana International Jazz Festival „Jazz Plaza“.
Am Tag der Arbeiterbewegung 2016 veröffentlichte er das Video Freire, illustriert vom chilenischen Künstler Cristián Montes Lynch, das die Geschichte eines Minen-Arbeiters in den Anden erzählt. Die Single ist Teil von Puente Encinas Albums Chocolate con Ají. Das Video ist im Stil des Grafikdesigns der 1960er und 1970er Jahre im Chile zur Zeit der Unidad Popular gehalten, als die sozialen Bewegungen ihren Höhepunkt erreichten, bevor sie in ganz Lateinamerika brutal unterdrückt wurden. Das Lied spiegelt Puente Encinas kritische Sicht auf den Kapitalismus, als ungerechtes, dysfunktionales System, wider.
2017 nahm er eine Klavierversion seines Smoothjazz-Klassikers Odd Desire mit dem mallorquinischen Organisten und Pianisten Llorenç Barceló auf.
Am 14. Juni 2019 veröffentlichte Daniel Puente Encina sein drittes Soloalbum Sangre y Sal mit 11 Songs, die vom Einfluss Afrikas auf die Música Criolla Chiles, Perus und Argentiniens inspiriert sind.
Im November 2019 wurde Daniel Puente Encina mit dem Musikpreis The Lukas (The Latin UK Awards) in der Kategorie „European Jazz / Folk Act of the Year“ ausgezeichnet.

### Musikalische Einflüsse und Stil
Daniel Puente Encina verarbeitet und kreiert sehr unterschiedliche Musikstile. So hat er zu Zeiten der Pinochet Boys eine Mischung aus New Wave und Post-Punk präsentiert. Niños Con Bombas kombinierte Latin, Jazz, Ska und Rock mit Punk-Elementen.
Unter dem Namen Polvorosa kreierte Puente Encina 2004 den von ihm sogenannten Latin-Elektro-Clash der sich unter dem Namen Electro Latino etablierte. Seine neuesten Kreationen nennt er gemäß seiner Webseite „Furious Latin Soul“, „Rebel Tango“ oder „Dixie Country Ska“.
Disparo, sein erstes Album unter eigenem Namen, ist ein minimalistisches Album, das R&B, Son, Reggae-Elemente und Bolero mit afrikanischen und afro-peruanischen Rhythmen kombiniert. Das Album wurde live mit dem französischen Perkussionisten Didier Roch eingespielt, was seine besondere Dynamik erklärt.
Auf seinem, teilweise orchestralen, Album Chocolate con Ají mixt Puente Encina südamerikanische Musik, Rhythm and Blues und karibische Rhythmen und wechselt von Boogaloo Blues, 60s Latin Soul, Samba Funk und Latin Rap zu Dixie Country Ska, Slow Swing oder kubanischen Indie-Balladen. Zu den Aufnahmen auf Mallorca lud er renommierte Musiker der Insel wie Pep Lluís García (Perkussion), Llorenç Barceló (Hammond-Orgel und Klavier), Pep Garau (Trompete), Pablo di Salvo (Kontrabass) und Manolo Cuesta (Bariton Saxofon) ein.
In seinem dritten Soloalbum Sangre y Sal treffen afroperuanische Rhythmen, Flamenco-Nuancen, Guaguancó, Zamba und Vals peruano auf Latin Swing und Boleros. Ein Teil des Albums wurde in Berlin mit lateinamerikanischen Größen der lokalen Jazzszene, wie dem argentinischen Multiperkussionisten Topo Gioia, der peruanischen Cajonspielerin Laura Robles Marcuello, dem mexikanischen Gitarristen Carlos Corona sowie dem brasilianischen Bassisten Trigo Santana, aufgenommen. Musikalische Akzente setzten die deutschen Musiker Jörg Bücheler an der Posaune und Matteo Bowinkelmann am Calabash. Sangre y Sal wurde auf Spanisch eingesungen. Der einzige englischsprachige Song des Albums wurde von Han Sato aus Japan am Tenorsaxofon begleitet.
Daniel Puente Encina singt überwiegend auf Spanisch, bedient sich aber mehrerer Sprachen. Bei Niños Con Bombas schrieb er einzelne Lieder wie Ton Ego n’est pas toi teilweise auf Französisch, zu Polvorosa-Zeiten war es vereinzelt Portugiesisch und heute singt er ausgewählte Songs auf Englisch oder auf Spanglish.
Er spielt verschiedene Gitarren und wechselt während seiner Konzerte oft von der Dobro-Resonatorgitarre zu einer Höfner-E-Gitarre von 1962 und zu einer Konzertgitarre von Camps.
Seit 2018 gehört Daniel Puente Encina zum offiziellen Artist Roster von Godin in Deutschland und präsentiert sich mit einer Godin Multiac Grand Concert Duet Ambiance Akustikgitarre, einer Mischung zwischen elektrischer und akustischer Gitarre.

### Filmmusik, Film und Fernsehen
In den 1990er Jahren wurde der deutsch-türkische Filmregisseur Fatih Akin auf die Niños Con Bombas aufmerksam und nahm Kontakt zu Daniel Puente Encina auf. Dies war der Beginn einer längeren Zusammenarbeit. Puente Encinas Kompositionen Cocomoon und Nunca Diré sind auf dem Soundtrack von Fatih Akins Kriminalfilm Kurz und schmerzlos zu hören. Später komponierte Daniel Songs wie El Amor se demora oder Ramona für Akins Roadmovie Im Juli (2000), in dem er außerdem mit Niños Con Bombas mit dem Song Velocidad einen Gastauftritt hatte. Not here schrieb Daniel Puente Encina für Fatih Akins Kino-Erfolg Gegen die Wand (2004).
2005 komponierte er die Filmmusik zu Una película de temor, einem Kurzfilm von Sergio Pineda.
2012 wurde Daniel Puente Encina während seiner fünfwöchigen Chile-Tour von Joe Vasconcellos für den Musik-Dokumentarfilm über Jorge González (chilenischer Sänger): El baile de los que sobran interviewt.
Im April 2015 stand er für den Film Vor der Morgenröte von Maria Schrader in einer Nebenrolle als „Sadler“, einem P.E.N.-Kongressbesucher in Buenos Aires, vor der Kamera. Der Film wurde für den Deutschen Filmpreis 2016 in zwei Kategorien nominiert: Maria Schrader für die Beste Regie und Barbara Sukowa für die Beste weibliche Nebenrolle.

## Diskografie

### Pinochet Boys
- 2012 – Pinochet Boys, 7" Vinyl

### Niños Con Bombas
- 1996 – Niños Con Bombas de tiempo en el momento de la explosión (Album)
- 1997 – El Niño (Album)
- 1998 – Kurz und schmerzlos (Songs Cocomoon und Nunca Diré: Original Soundtrack)
- 1998 – Rolling Stone New Voices, Vol. 21 (compilation)
- 1999 – Elektro Latino Vol.1 (compilation)
- 2000 – Im Juli (Song Ramona: Original Soundtrack / Cameo: „Velocidad“ live gespielt)
- 2004 – Gegen die Wand (Songs „Postcard“ und Cocomoon: Original Soundtrack)

### Polvorosa
- 2000 – Popkomm Sampler (compilation)
- 2000 – Im Juli (Song El amor se demora: Original Soundtrack)
- 2004 – Gegen die Wand (Song Not here: Original Soundtrack)
- 2004 – Radical Car Dance (Album)
- 2004 – Electronic Latin Freaks (compilation)
- 2004 – Barcelona Raval Sessions (compilation)
- 2006 – Sex, City, Music: Barcelona (compilation)

### Soloalben
- 2012 – Disparo (Schuss), (Album)
- 2014 – Chocolate con Ají (Schokolade mit Chili), (Album)
- 2019 – Sangre y Sal (Blut und Salz), (Album)

## Filmografie (Auswahl)
- 1998 – Kurz und schmerzlos Komponist (Songs Cocomoon und Nunca Diré: Original Soundtrack)
- 2000 – Im Juli Song „Velocidad“ live gespielt, Auftritt mit Niños Con Bombas im Roadmovie von Fatih Akin. Komponist (Songs El amor se demora und Ramona: Original Soundtrack)
- 2004 – Gegen die Wand Komponist (Song Not hereals Polvorosa, Songs „Postcard“ und „Cocomoon“ als Niños Con Bombas: Original Soundtrack)
- 2015 – Vor der Morgenröte von Maria Schrader Nebenrolle als Kongressbesucher Sadler.

Dokumentarfilm
- 2012 – El baile de los que sobran. Musik-Dokumentarfilm über Jorge González. Zeitzeuge der eigenen Musikgeschichte., Chile, TV-Serie: Doremix mit Joe Vasconcellos, Buch: Cristián Freund, Fernando Fuentes, Rodrigo Sepúlveda, Regie: Werner Giesen, Rodrigo Sepúlveda, Produktion: CNTV, Zoofilms, Erstsendung: 9. September 2012 bei TVN, TV Chile

## Auszeichnungen
- 1995: John Lennon Talent Award für Niños Con Bombas
- 2004: MTV Spanien “Best videos 2004”, Song Behind de mi House von Polvorosa. Artdesign Marten Persiel
- 2019: The Lukas (Latin UK Awards), Runner Up Award in der Kategorie „European Jazz/Folk Act“